# قيجك
قيجك بالفارسية: قیچک هي آلة عود موسيقية مقوسة يكثر استخدامه في إيران وأفغانستان وباكستان وطاجيكستان. وهذا الاسم مشابه للغيجاك الشائع استخدامه في آسيا الوسطى. وترتبط آلة القيجك ارتباطاً وثيقاً بالكمنجة.

## عود ذو وعاء مزدوج
يستخدم الإيرانيين والبلوش عود ذو حجرتين بإلاضافة إلى أربعة أوتار معدنية، وتكون ذو عنق قصير بدون نغمات. وهو مشابه جداً لما يُسمى بالسارندا.
يُصنع صندوق الصوت من قطعة خشبية. وتكون الفتحة العلوية مغطاة بالمقبض بشكل جزئي في المنتصف وتُغطى الفتحة السفلية بغشاء جلدي يرتكز عليه الجسر.

يُعد العود الآلة الرئيسة في الموسيقى البلوشية، ومن خلاله فقط يستطيع الموسيقيون البلوشييون التعبير عن حزنهم الداخلي بنفس الحدة. ومن أشهر عزفة هذه الآلة هو دين محمد زانغشاهي من بلوشستان.

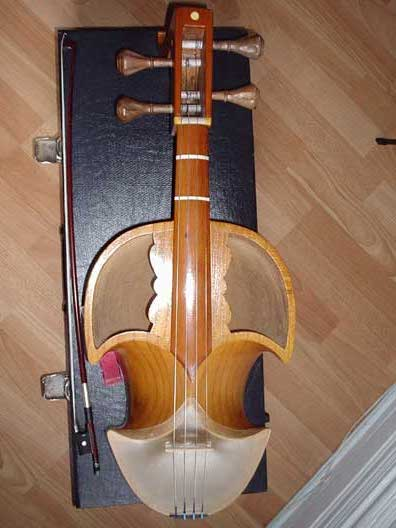
غايتشاك
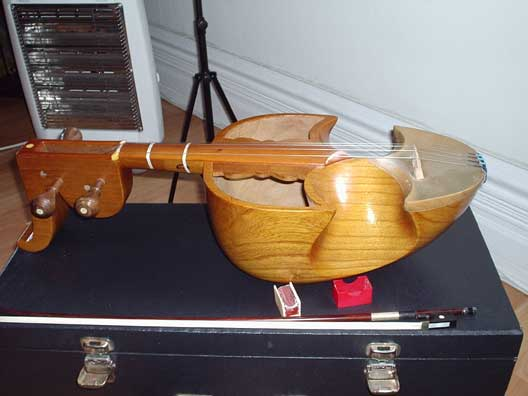
منظر جانبي
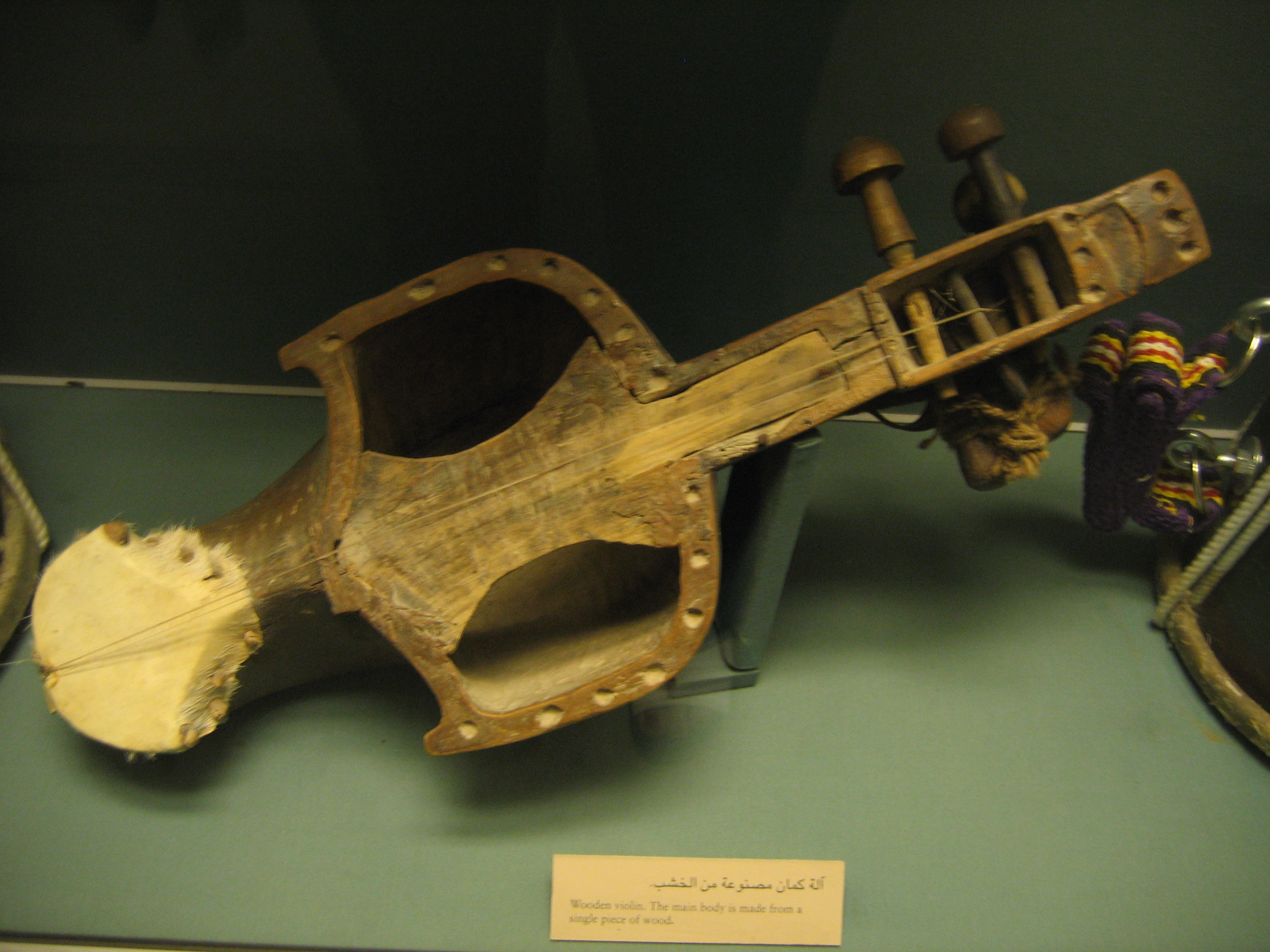
قيجك

## الروابط الخارجية
- غايتشاك